# Kungur
Kungur (en ruso: Кунгур) es una ciudad, en krai de Perm, en Rusia. Está situada en las orillas del río Sylva, al pie de los montes Urales a unos 100 kilómetros de la ciudad de Perm y unos 380 kilómetros de la ciudad de Ekaterimburgo. La ciudad atraviesa el ferrocarril más grande del mundo - el Transiberiano.
El nombre de la ciudad se traduce del tártaro antiguo como "oscuro". Hay otra versión que el nombre proviene del nombre común de diez tribu húngaros "unugur" ("diez flechas"), aunque los húngaros han abandonado este territorio en el siglo VIII rumbo a río Danubio.

## Historia
La ciudad de Kungur fue fundada en 1647 cerca de la confluencia del río Kungur al río Iren a 28 kilómetros de la localización actual de la ciudad. En 1662 los baskires han quemado el antiguo presidio de Kungur y un año después la ciudad fue reconstruidas en la confluencia del río Iren al río Sylva.
En el Imperio ruso la ciudad se desarrollaba rápidamente debido a su ubicación en las rutas principales desde la parte central de Rusia a Siberia ("Sibirski Trakt"). En 1720 aquí se estableció la sede principal de la administración de las plantas y fábricas siderúrgicas de Urales, que después se trasladó a Ekaterimburgo. En 1737 se convierte en el centro de la provincia. La ciudad fue un centro mercaderil muy importante en el Imperio ruso, especialmente famoso por el comercio de té.
En los fines del siglo XIX fue construido el ferrocarril que conectó Kungur con San Petersburgo y Siberia, ahora la estación de trenes es parte del Ferrocarril Transiberiano.

## Clima
El clima en Kungur es continental. Los veranos son bastante calorosos, la gente nada en los rios durante de todo el julio, cuando hace bastante calor para calentar el agua en rios. En otoño hay muchas lluvias y hace bastante frío. En invierno la temperatura a veces logra -35 °C y menos, pero habitualmente hace -10 °C.

## Cultura
En Kungur están dos museos: el Museo de Etnografía Territorial de Kungur y el Museo de Mercaderes de Kungur.
También hay tiendas de artesanía local (especialmente de tallado de piedras y de alfarería). Cada año se celebra la feria tradicional que continúa la tradición desde los tiempos del Imperio ruso y el festival de aerostación "La Feria del Cielo", el único en los Urales.

## Lugares de interés turístico

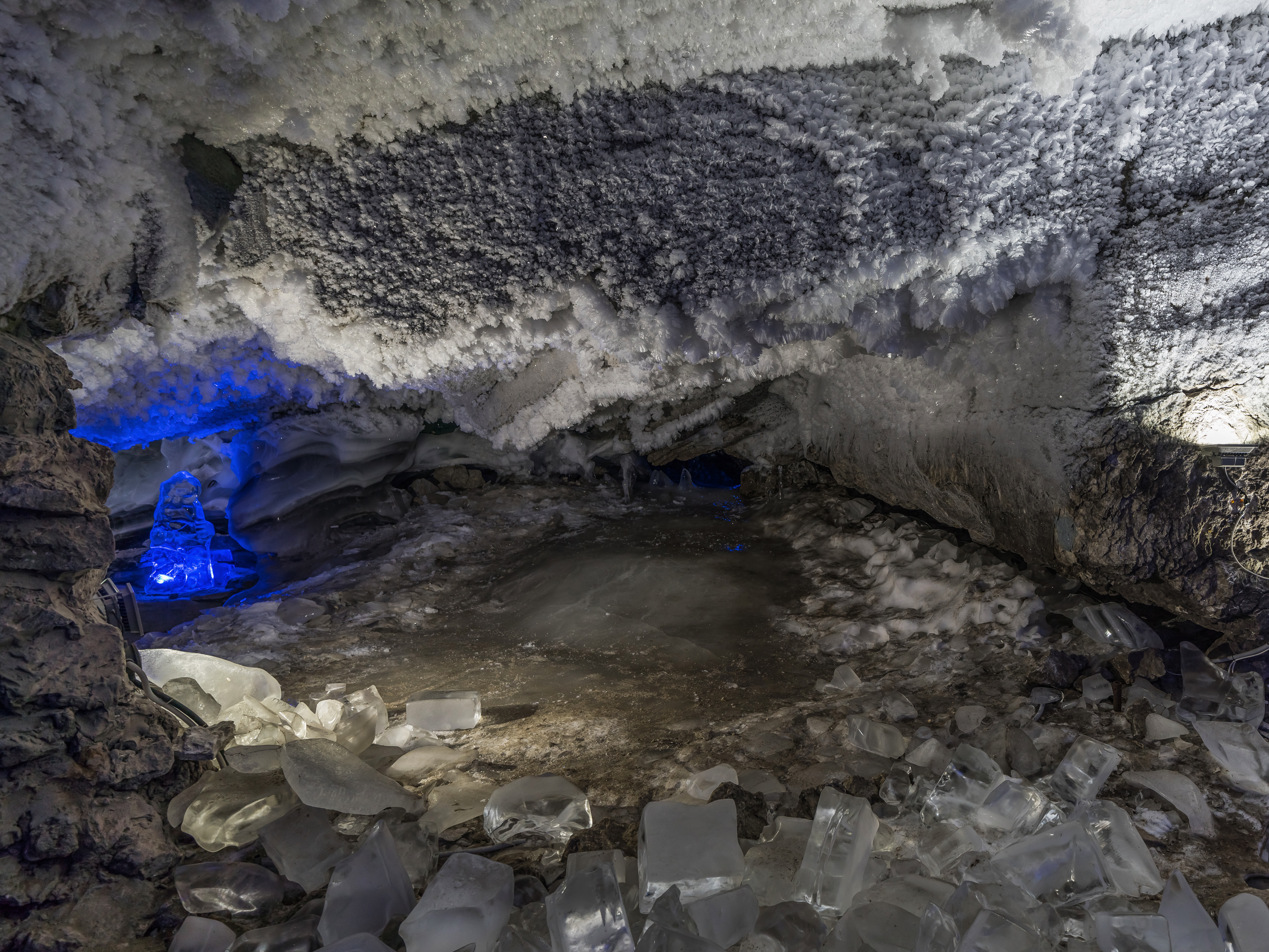
Hielo en la Cueva de Kungur.

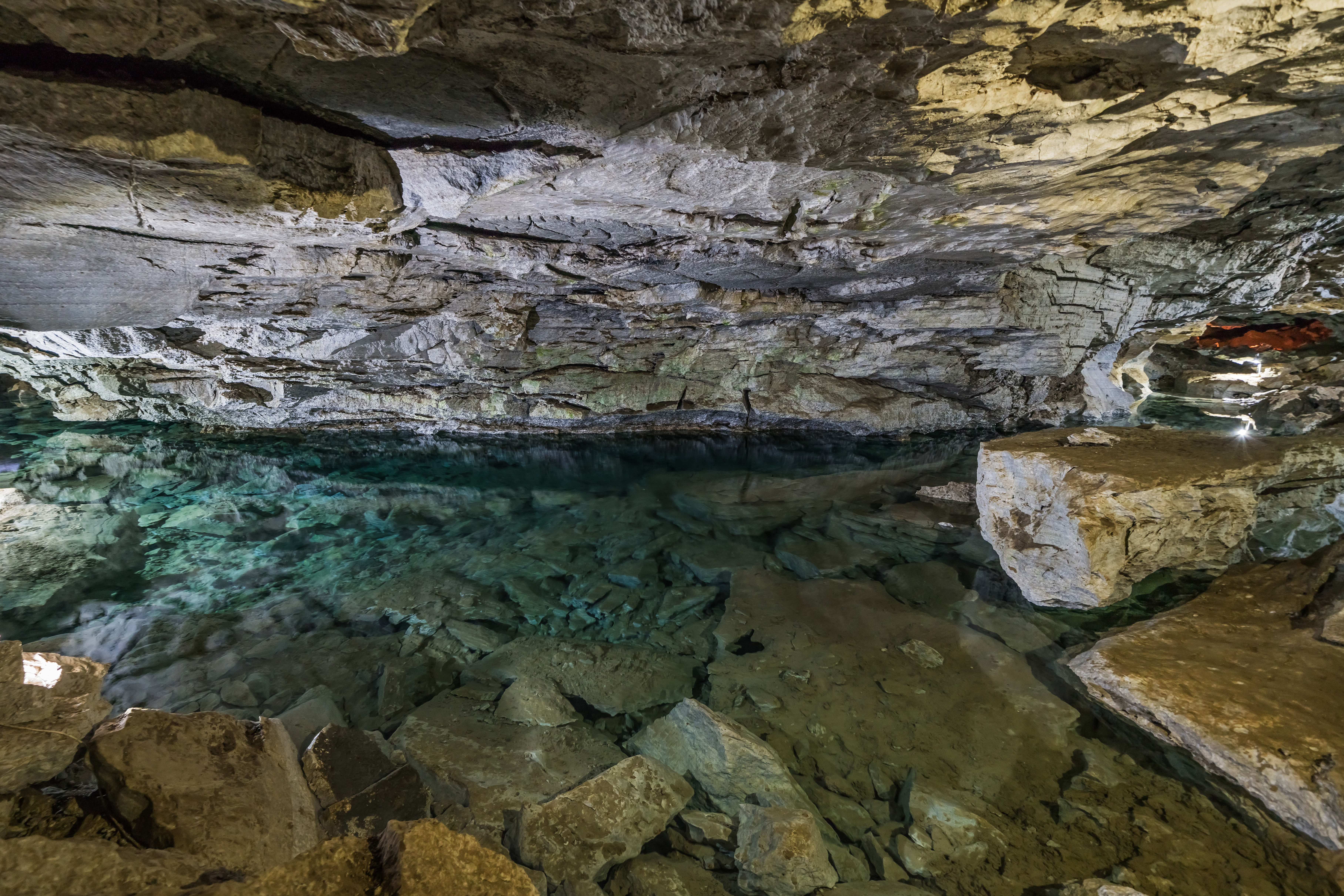
Lago subterráneo en la Cueva de Kungur.

En Kungur está la famosa Cueva de Hielo de Kungur, una de las grandes en Rusia. Esta cueva es equipada muy bien con luces eléctricos y senderos para los turistas (longutud total 5600 metros, senderos equipados 1500 metros, más de 60 lagos). Está abierta para excursiones desde 1914. Cerca de la cueva está hotel "Estalagmita", centro de excursiones y un laboratorio de espeleología del Instituto de Montes de Academia de Ciencias (otros departamentos están en Perm).
En el centro de la ciudad están seis iglesias de los siglos XVIII-XIX y muchos otros monumentos arquitectónicos: pasaje con tiendas, casas de los mercaderes de la ciudad. La arquitectura de la ciudad es hermosa y hace un sentido que estás en el XIX siglo.
La naturaleza es muy hermosa, hay rios (Iren´ y Sylva), montañas(son bajas, pero la gente en Kungur prefiere llmarlas así), colinas, campos y bosques. Especialmente hay una panorama muy linda a la ciudad de montañas.
La mayoría de turistas que recibe Kungur son de otras ciudades rusas, pero a veces se suele ver algunos extranjeros.

## Galería de imágenes

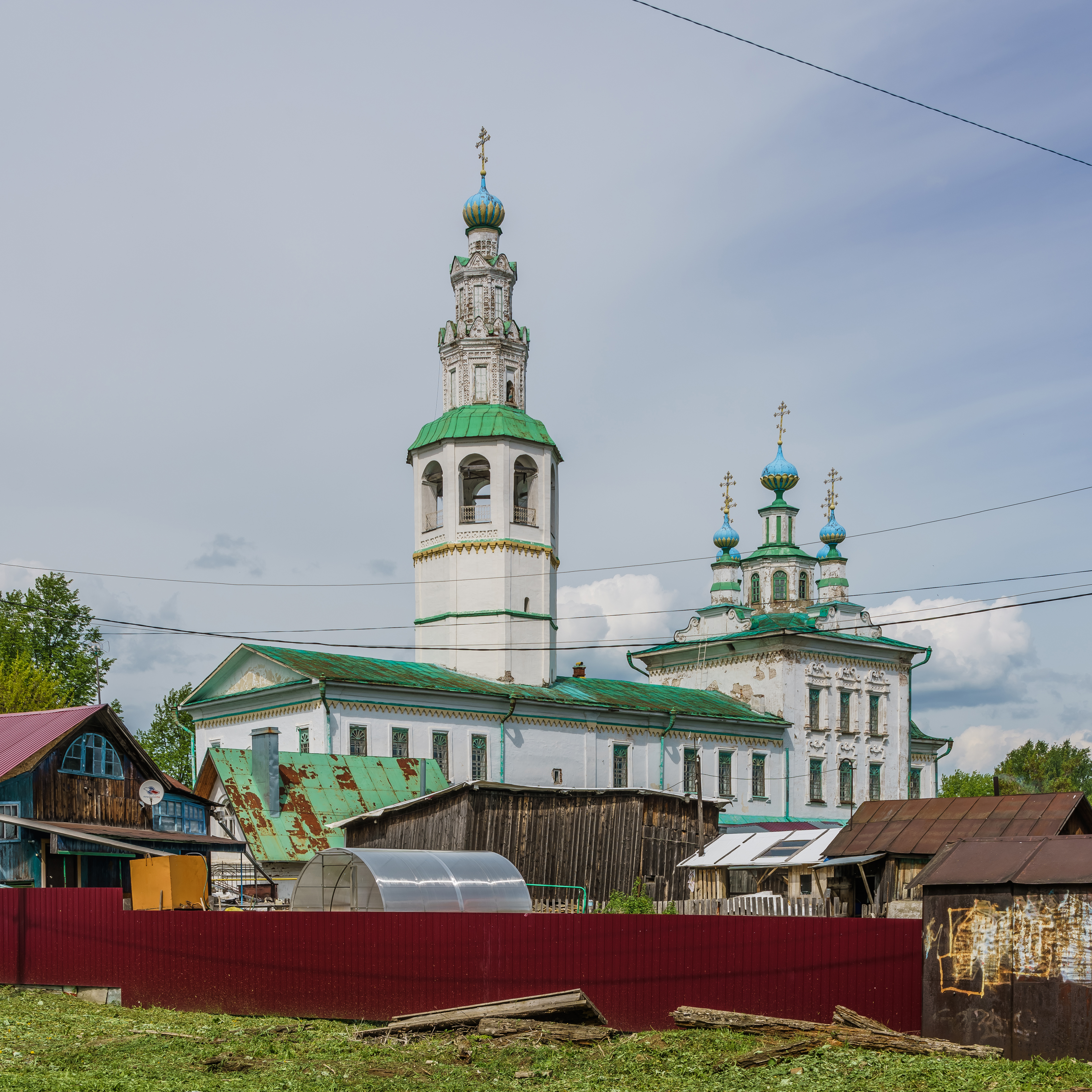
La Iglesia de la Transfiguración
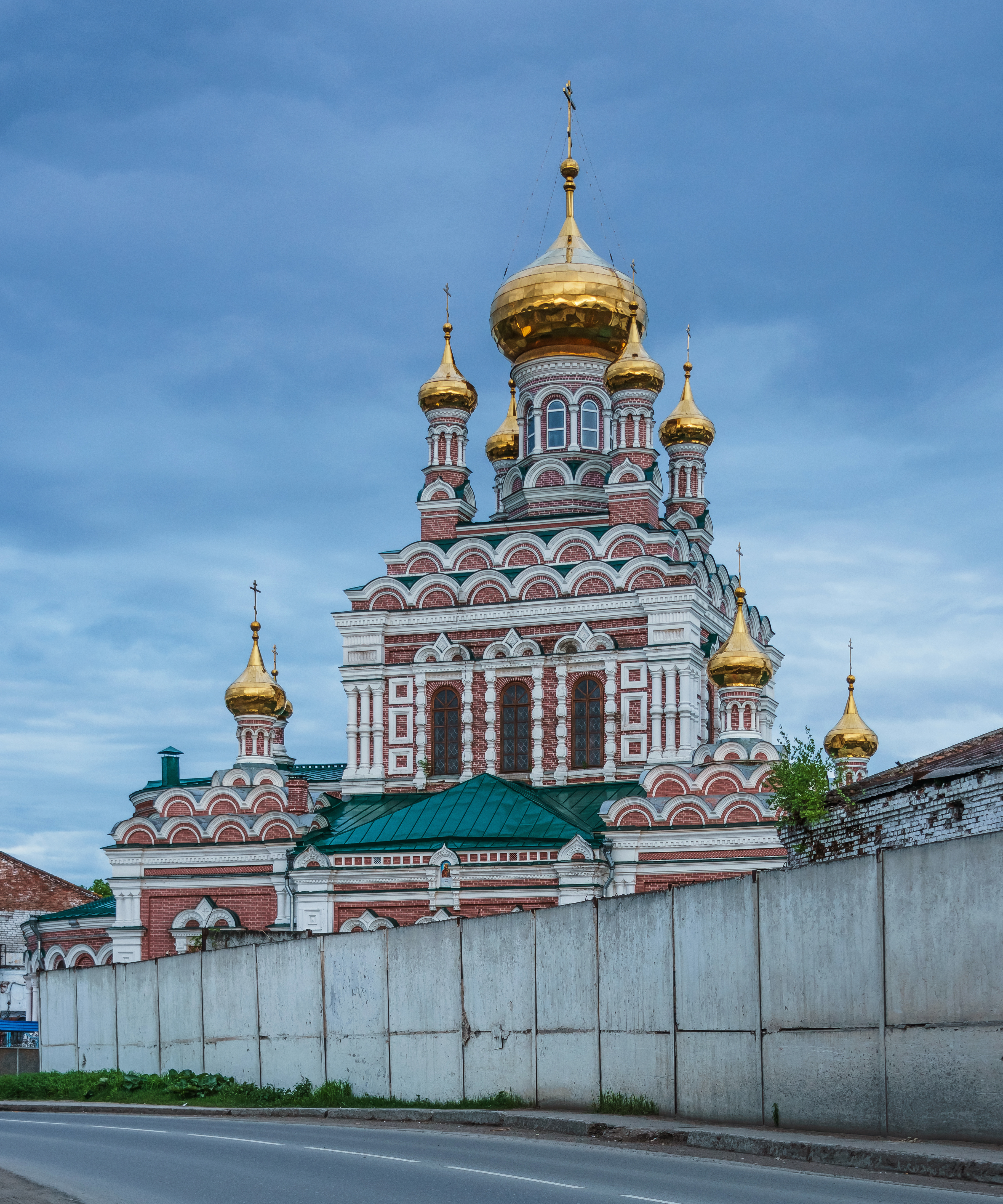
La Iglesia de San Nicolás
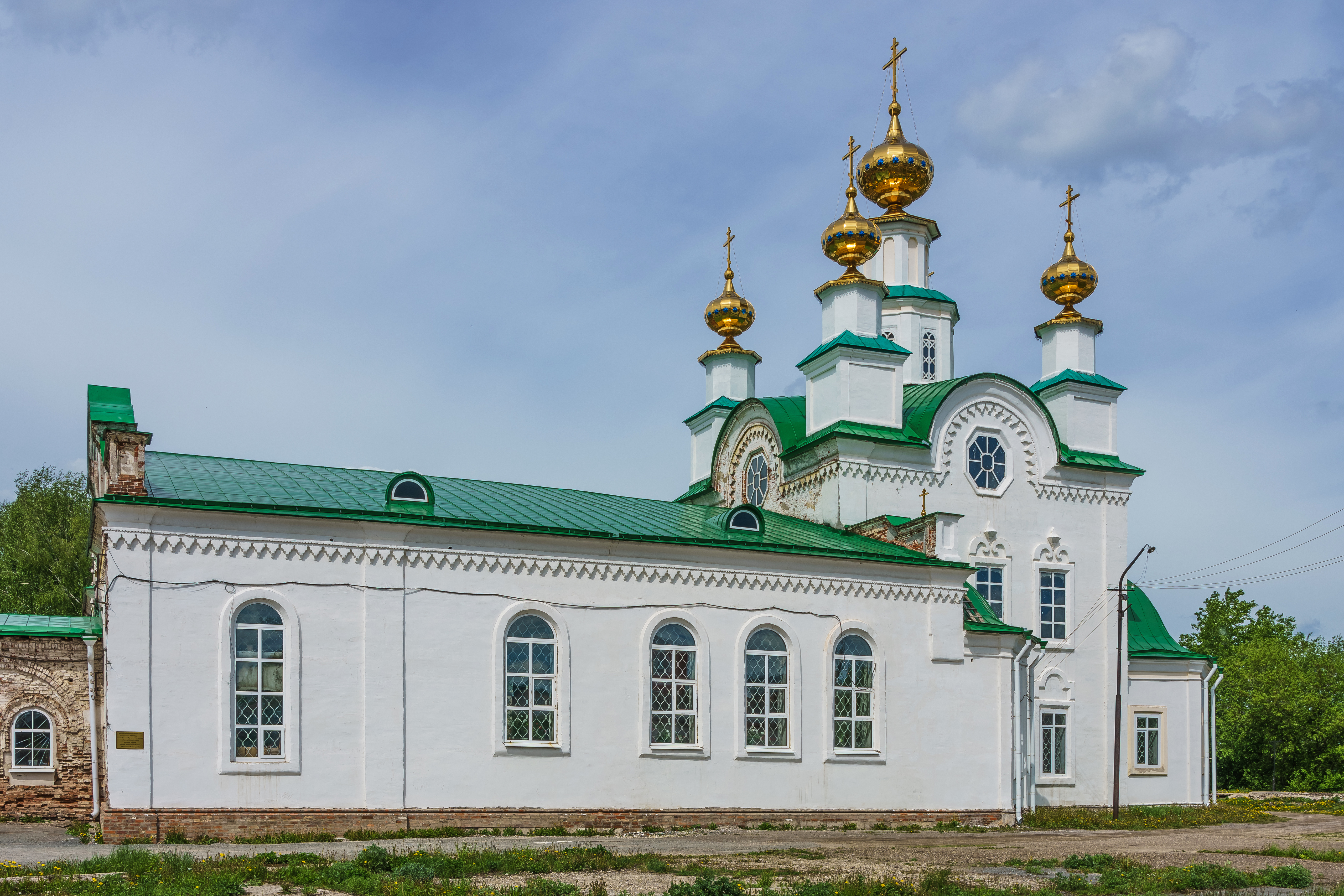
La Iglesia de la Asunción de la Virgen
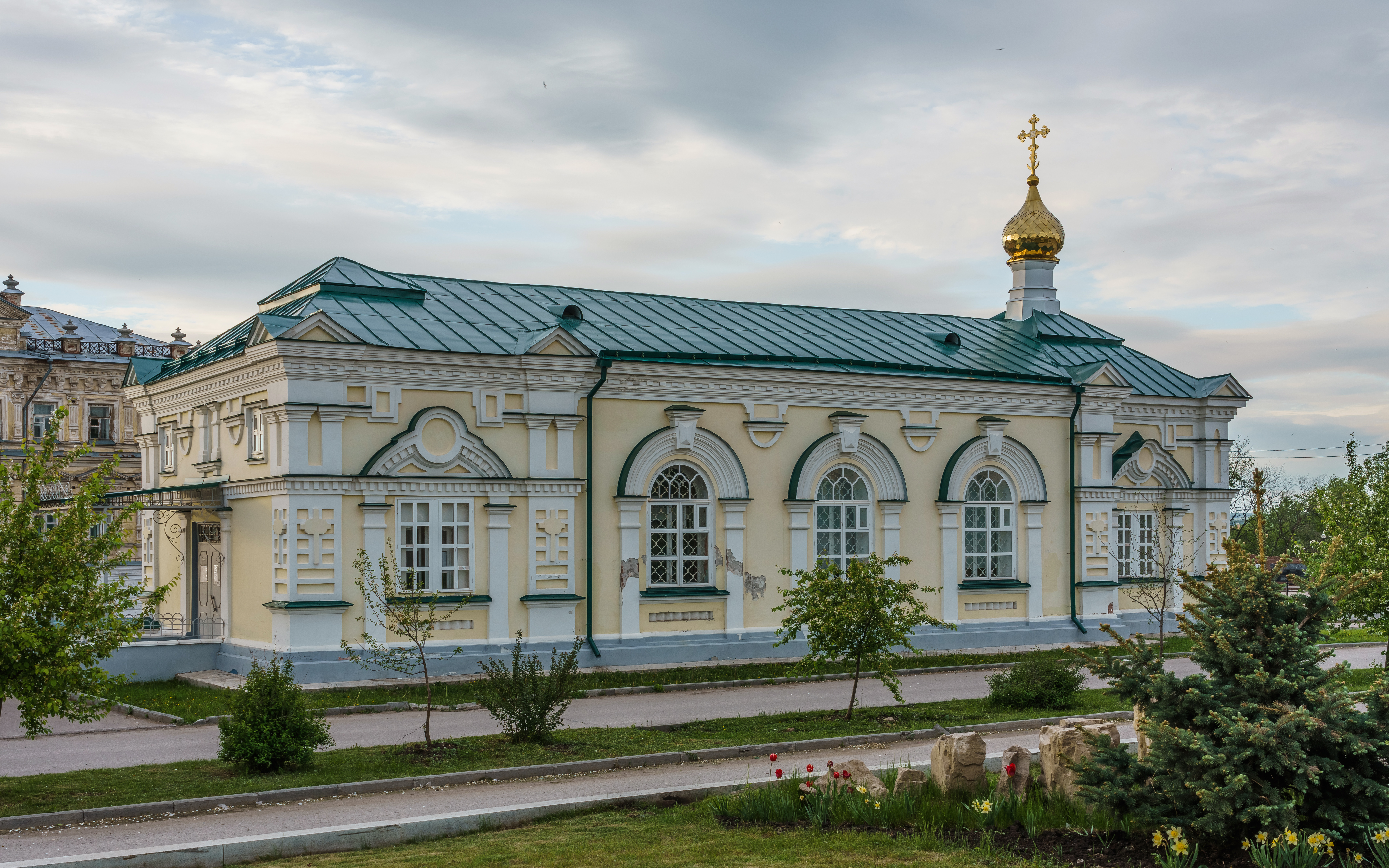
Una capilla en la plaza central